# André Roosevelt
Cornelius Louis André Roosevelt (París, 24 d'abril de 1879 – Port-au-Prince, Haití, 21 de juliol de 1962) va ser un jugador de rugbi, director de cinema i director d'hotel francès d'origen americà.
Roosevelt va néixer a París. Era fill de Cornelius Roosevelt (1847–1902), cosí del president dels Estats Units Theodore Roosevelt, que s'havia casat amb una actriu francesa i que fou batejat a la Catedral americana de París. El 1900 va prendre part en els Jocs Olímpics de París, on va guanyar la medalla d'or en la competició de rugbi formant part de l'equip francès.
Com a jugador del Racing Club de France en la posició de tercera línia, guanyà la lliga francesas del 1900.
El 1905 es va casar amb Adelheid Lange, i després de divorciar-se amb Alice La Fontant a Haití. Roosevelt era un aventurer. El 1924 viatjà a Bali en un intent de desenvolupar el mercat turístic, però al mateix temps preservar la integritat cultural de l'illa. Va tenir la visió de fer de Bali un parc nacional o internacional amb unes lleis que la regulessin com a tal. El 1928 i 1929 junt a Armand Denis filmaren Goona-Goona, An Authentic Melodrama (també anomenat The Kris) amb l'ajuda de Walter Spies. La pel·lícula s'estrenà el 1930 als Estats Units i poc després començà la febre americana per Bali. El 1938 filmà Beyond the Caribbean. Va morir al juliol de 1962 a Port-au-Prince, Haití.